# كرايغ غيبونز
كرايغ غيبونز (بالإنجليزية: Craig Gibbons)‏ هو سباح بريطاني، ولد في 29 نوفمبر 1985 في هاي ويكومب في المملكة المتحدة.

## روابط خارجية
- كرايغ غيبونز على موقع الاتحاد الدولي للسباحة (الإنجليزية)
- كرايغ غيبونز على موقع أوليمبيديا (الإنجليزية)
- كرايغ غيبونز على موقع اللجنة الأولمبية البريطانية (الإنجليزية)